# Jakob Pilat
Jakob Pilat, slovenski rimskokatoliški duhovnik in ustanovitelj dijaških štipendij, * 22. julij 1614, Vrhpolje pri Vipavi, † 2. februar 1699, Limbuš.
Posvečen je bil leta 1640. Od 1646 do smrti je bil župnik v Limbušu. Za dijaške štipendije, ki so jih dobivali zlasti slovenski dijaki s Koroške, je zapustil 800 goldinarjev. Izvršitelj oporoke je bil njegov mlajši brat Gašpar Pilat. Grob Jakoba Pilata stoji poleg oltarja sv. Ane v limbuški cerkvi svetega Jakoba.